# Calendari Pirelli
El Calendari Pirelli, conegut en el sector com The Cal, és un calendari comercial d'emissió anual que ha estat publicat des de 1964 per la filial britànica del fabricant de pneumàtics italià Pirelli. El calendari té una gran tradició i reputació per la selecció de fotògrafs i models i composicions de fotografia glamurosa.
El calendari és produït en un tiratge reduït de 20.000 còpies impreses. Aquestes no surten a la venda, són regals corporatius per a celebritats o clients selectes. El cost de producció anual se situava, l'any 2017, al voltant dels 2 milions de dòlars. Marco Tronchetti Provera, director general de Pirelli entre 1992 i 2022, va comentar que el propòsit del calendari és «marcar el pas del temps registrant el zeitgeist».

## Història
El calendari Pirelli va ser ideat pel director d'art britànic Derek Forsyth. El 1962 es va produir una primera maqueta, que no va publicar-se, i la primera edició va veure la llum el 1964. En els primers calendaris, els pneumàtics Pirelli eren mostrats amb major preponderància, un aspecte que va perdre pes amb els anys. El primera dona fotògrafa encarregada del calendari va ser Sarah Moon, el 1972. La publicació del calendari va ser interrompuda el 1974, com una mesura de reducció de despesa en resposta a la recessió mundial originada per la crisi del petroli que havia esclatat l'any anterior. El programa va ser recuperat 10 anys més tard, i s'ha mantingut cada any, a excepció de l'edició de 2021, afectada per la pandèmia de COVID-19.
Als primers deu anys de l'existència del calendari, les fotografies mostraven dones completament vestides. L'èmfasi en la nuesa es va desenvolupar durant el anys vuitanta. La polèmica edició de 1987, a càrrec de Terrence Donovan, va comptar només amb models negres (incloent una foto de Naomi Campbell —aleshores de només 16 anys— mostrant les natges nues) duent accessoris tribals i en uns escenaris que recordaven a la sabana africana.
Entre 1997 i 2015  la directora de càsting Jennifer Starr també va influir en l'aspecte i la direcció de cada calendari. El calendari va continuar emprant imatges eròtiques fins a la dècada del 2010. A partir de llavors, The Cal va allunyar-se d'aquest estil i també va cercar una major diversitat en la tria de models. El calendari de 2016, fotografiat per Annie Leibovitz, va homenatjar les dones per les seves fites enlloc de destacar-ne els atributs físics. Va incloure Fran Lebowitz, Mellody Hobson, Serena Williams, Yoko Ono i Patti Smith per representar dones inspiradores d'edats diverses, posant gairebé vestides del tot. El 2017 calendari va ser fotografiat per Peter Lindbergh i les models (noms com Helen Mirren, Nicole Kidman o Julianne Moore) estaven completament vestides i duien un mínim maquillatge, a més de no practicar cap retoc fotogràfic abans de publicar-lo. L'any següent, Tim Walker va triar novament només models negres, incloent Duckie Thot, Adwoa Aboah, RuPaul, Whoopi Goldberg o Thando Hopa.
El 2021, el calendari va ser anul·lat a causa de la pandèmia de COVID-19, tornant l'any següent amb un especial dedicat a la música. En 2024, 60è aniversari del Calendari Pirelli, Prince Gyasi esdevenia el primer fotògraf negre encarregat de produir el calendari.

## Altres produccions de Pirelli

### Llibres
Pirelli ha editat fins a 3 llibres sobre el seu calendari: 
- Laurenzi, Laura. Best of the Pirelli Calendar 1964-2000 (en anglès).  Cartago, 27 octubre 2000. ISBN 978-1-9008-2632-7.
- Berselli, Edmondo; Arnoldi, Francesco Negri. The complete Pirelli calendars.  Nova York: Rizzoli, 2008. ISBN 978-0-8478-3007-7.
- Daverio, Philippe. Pirelli - The Calendar: 50 Years And More (en anglès).  Taschen, 20 agost 2015. ISBN 978-3-8365-5175-5.

### Pel·lícules
Pirelli va produir l'any 2010 un film documental sobre la publicació, titulat The Pirelli Calendar Saga, sota la direcció d'Emmanuel Le Ber.